# Daniel Miller (producent)
Daniel Miller (* 14. února 1951) je anglický hudební producent. Narodil se v Londýně v herecké rodině Martina Millera (1899 Kroměříž – 1969 Innsbruck) a studoval na Guildford School of Art. V roce 1978 založil hudební vydavatelství Mute Records. V roce 2002 jej prodal společnosti EMI. Rovněž nahrál několik vlastních písní pod jménem The Normal a působil rovněž v projektu Silicon Teens. Produkoval například nahrávky skupin Depeche Mode, Soft Cell a Wire. V roce 2011 získal ocenění Człowiek ze Złotym Uchem.